# James Beattie (fotbollsspelare)
James Beattie, född 27 februari 1978 i Lancaster, är en engelsk före detta  fotbollsspelare som spelade som anfallare. Han var mellan 2013 och 2014 manager för Accrington Stanley.
Beattie spelade tidigare för Blackburn Rovers och Southampton och senare för det engelska ligalaget Everton som betalade 6 miljoner pund vid hans transfer från Southampton år 2005. Det är den högsta summa som Everton någonsin betalat för en ny spelare. Beattie har även gjort fem landskamper för England och var nära att vinna skytteligan i Premier League säsongen 2002/2003 med 23 mål. Ett år när han även var med och ta Southampton till en överraskande åttonde plats i ligan och en Fa-cup final; dock blev Arsenal för svåra i finalen (1–0 till "The Gunners").